# Raquel Rodriguez (wrestler)
Victoria González, meglio conosciuta con il ring name Raquel Rodriguez (La Feria, 12 gennaio 1991), è una wrestler statunitense, sotto contratto con la WWE.
In carriera ha detenuto una volta l'NXT Women's Championship, due volte l'NXT Women's Tag Team Championship (con Dakota Kai). Ha inoltre vinto sei volte il Women's Tag Team Championship (una volta con Aliyah e Roxanne Perez e quattro volte con Liv Morgan).

## Biografia
Victoria González è la figlia dell'ex wrestler Ricky González, conosciuto come Desperado durante il suo periodo in Texas. González ha frequentato la Texas A&M University tra il 2010 e il 2013, seguendo una facoltà di giornalismo; durante la sua permanenza qui, ha giocato a pallacanestro nella squadra universitaria.

## Carriera

### WWE (2017–presente)

#### NXT(2017–2022)
Nel 2017 viene annunciata come una delle trentadue partecipanti della prima edizione del Mae Young Classic, dove è stata sconfitta il 28 agosto al primo turno da Nicole Savoy. Il 20 luglio 2018, viene annunciata come una delle trentadue partecipanti della seconda edizione del Mae Young Classic, dove è stata sconfitta al primo turno da Kacy Catanzaro.
Nella puntata di NXT del 3 maggio 2017, Victoria ha fatto il suo debutto televisivo in una Battle Royal per determinare la sfidante all'NXT Women's Championship detenuto da Asuka, ma è stata eliminata da Billie Kay e Peyton Royce. Nella puntata di NXT del 25 ottobre, con il ring name "Reina González", ha preso parte ad una battle royal per decretare la quarta sfidante che si contenderà l'NXT Women's Championship, reso vacante da Asuka, a NXT Takeover: War Games in un fatal four-way match, ma è stata eliminata. Nella puntata di NXT del 12 dicembre, Reina è stata sconfitta da Mia Yim in un match di qualificazione per prendere parte al Fatal 4-Way match per determinare la sfidante all'NXT Women's Championship detenuto da Shayna Baszler a NXT TakeOver: Phoenix. Nella puntata di NXT UK del 1º maggio 2019 debutta per il territorio di sviluppo inglese, dove è stata sconfitta da Piper Niven. Nella puntata di NXT del 22 maggio, Reina è stata sconfitta da Candice LeRae. Fra il mese di novembre e dicembre, Reina lotta in quattro eventi che vedono coinvolte la EVOLVE e la World Wrestling Network, dove rimedia una vittoria contro Alex Garcia e ha una piccola faida con Shotzi Blackheart, ottenendo vittorie alterne per squalifica, sfidandosi poi in un match definitivo vinto dalla González in un No disqualification match.
Il 16 febbraio 2020, a NXT TakeOver: Portland, cambia ring name in "Raquel Gonzalez" ed effettua il suo debutto televisivo ufficiale, intervenendo durante lo street fight match fra Dakota Kai e Tegan Nox attaccando quest'ultima, stabilendosi quindi come heel.
Nella puntata di NXT dell'11 marzo, accompagna Dakota Kai nel suo match perso contro Mia Yim, in cui era valida la qualificazione per determinare le sfidanti che si affronteranno in un ladder match a NXT TakeOver: Tampa Bay, la cui vincitrice diventerà la sfidante all'NXT Women's Championship, quando distrae involontariamente l'arbitro permettendo alla Yim di vincere l'incontro, attaccandola poi brutalmente al centro del quadrato. Nella puntata di NXT del 1º aprile, aiuta Dakota Kai a vincere un Gauntlet match per determinare l'ultima partecipante al Ladder match (previsto inizialmente a NXT TakeOver: Tampa Bay rimandato a causa della pandemia di COVID-19) la cui vincitrice diventerà la sfidante all'NXT Women's Championship, distraendo Shotzi Blackheart, permettendole di qualificarsi per tale incontro. Nella puntata di NXT dell'8 aprile, accompagna Dakota Kai al Ladder match insieme a Candice LeRae, Chelsea Green, Io Shirai, Mia Yim e Tegan Nox per decretare la prima sfidante all'NXT Women's Championship detenuto dalla nuova campionessa Charlotte Flair, ma è stato vinto dalla Shirai, mentre la González viene messa fuori gioco dalla Yim e la Nox, dopo le svariate settimane di assalti subiti. Nella puntata di NXT del 15 aprile, Raquel è stata sconfitta da Tegan Nox, a causa di una distrazione provocata da Shotzi Blackheart, che era intervenuta per bloccare Dakota Kai, dopo che aveva colpito la Nox durante l'incontro. Nella puntata di NXT del 22 aprile, Gonzalez e Kai hanno sconfitto Shotzi Blackheart e Tegan Nox. Nella puntata di NXT del 27 maggio, Raquel ha sconfitto Shotzi Blackheart grazie ad un intervento da parte di Dakota Kai, nonostante Tegan Nox fosse intervenuta per prevenire tali interferenze, ma viene distratta da Candice LeRae. Nella puntata di NXT del 3 giugno, Raquel fa il suo intervento insieme a Dakota Kai, Shotzi Blackheart e Tegan Nox durante una rissa sullo stage dov'erano presenti Candice LeRae e Mia Yim, separate poi dagli arbitri; in seguito, viene annunciato che a  NXT TakeOver: In Your House il team composto da Candice, Dakota e Raquel affronterà quello di Mia, Shotzi e Tegan in un Six-woman tag team match. Il 7 giugno, a NXT TakeOver: In Your House Raquel, Candice LeRae e Dakota Kai sono state sconfitte da Mia Yim, Shotzi Blackheart e Tegan Nox in un Six-woman tag team match, quando la Nox effettua lo schienamento vincente sulla Kai. Nella puntata di NXT del 10 giugno, Raquel accompagna Dakota Kai nel suo match vinto contro Kacy Catanzaro; a fine incontro, la Kai assale brutalmente Kacy, la quale viene salvata da Kayden Carter, che però viene messa violentemente al tappeto dalla González. Nella puntata di NXT del 17 giugno, Raquel accompagna Dakota Kai nel suo match vinto contro Kayden Carter, durante il quale cerca di interferire, ma viene bloccata da Kacy Catanzaro, mettendola però al tappeto. Nella puntata di NXT del 24 giugno, Raquel e Dakota Kai hanno sconfitto Kacy Catanzaro e Kayden Carter, quando Dakota sottomette la Catanzaro per la vittoria. Nella puntata di NXT del 19 agosto, Raquel fa il suo ritorno intervenendo durante una rissa fra Dakota Kai e la campionessa Io Shirai, atterrando quest'ultima con un calcio e poi la schianta al centro del quadrato, festeggiando così con la sua alleata.
Il 14 febbraio 2021, a NXT TakeOver: Vengeance Day, sconfissero Ember Moon e Shotzi Blackheart vincendo il Dusty Rhodes Tag Team Classic femminile. Nella puntata di NXT del 3 marzo affrontarono Nia Jax e Shayna Baszler per il Women's Tag Team Championship ma vennero sconfitte per una controversia arbitrale. Nella successiva puntata di NXT del 10 marzo Dakota e Raquel vennero coronate prime detentrici dell'NXT Women's Tag Team Championship dal General Manager William Regal, ma persero le cinture la sera stessa contro Ember Moon e Shotzi Blackheart. Successivamente a NXT TakeOver: Stand & Deliver ha affrontato Io Shirai per l'NXT Women's Championship, riuscendo a vincere il match e la cintura per la prima volta. Nella puntata dell'11 maggio di NXT, ha fatto la sua prima difesa del titolo contro Mercedes Martinez. Il 13 giugno, a NXT TakeOver: In Your House, la González mantenne la cintura contro Ember Moon. Nella puntata di NXT del 20 luglio Raquel trionfa su Xia Li mantenendo il titolo femminile. Il 22 agosto, a NXT TakeOver: 36, la González conservò il titolo femminile contro la sua ex-amica Dakota Kai. Nella puntata di NXT 2.0 la González mantenne la cintura contro Franky Monet. Nella puntata speciale NXT Halloween Havoc del 26 ottobre perse il titolo contro Mandy Rose in un Trick or Street Fight, a causa anche dell'attacco di Dakota Kai (mascherata), dopo 202 giorni di regno.
Successivamente, prese parte al Dusty Rhodes Tag Team Classic femminile facendo coppia con Cora Jade ma, dopo aver eliminato Valentina Feroz e Yulisa León, vennero eliminate da Dakota Kai e Wendy Choo l'8 marzo. Successivamente si riconciliò con Dakota Kai, e le due riuscirono a sconfiggere Gigi Dolin e Jacy Jayne conquistando per la seconda volta l'NXT Women's Tag Team Championship il 2 aprile a NXT Stand & Deliver per poi perdere le cinture appena tre giorni dopo contro la Dolin e la Jayne ad NXT 2.0 a causa della distrazione di Mandy Rose.

#### SmackDowne alleanza con Liv Morgan (2022–presente)
Nella puntata di SmackDown dell'8 aprile fece la sua prima apparizione nello show nel backstage durante un'intervista, respingendo le attenzioni di Angel e Humberto. Il suo debutto sul ring avvenne nella puntata di SmackDown del 29 aprile in cui sconfisse senza problemi la jobber Cat Cardoza. Nella puntata di SmackDown del 13 maggio ispose alla open challenge di Ronda Rousey per lo SmackDown Women's Championship venendo tuttavia sconfitta. Nella puntata di SmackDown del 3 maggio Raquel prese parte ad una Six-pack Challenge per determinare la sfidante di Ronda Rousey per lo SmackDown Women's Championship che comprendeva anche Aliyah, Natalya, Shayna Baszler, Shotzi e Xia Li ma il match venne vinto da Natalya. Nella puntata di SmackDown del 17 giugno trionfò su Shayna Baszler qualificandosi per il Women's Money in the Bank Ladder match. Il 2 luglio, a Money in the Bank, prese parte al Women's Money in the Bank Ladder match che comprendeva anche Alexa Bliss, Asuka, Becky Lynch, Lacey Evans, Liv Morgan e Shotzi ma il match venne vinto dalla Morgan. Successivamente, prese parte, nella puntata di SmackDown del 5 agosto, ad un Gauntlet match valevole per un'opportunità titolata allo SmackDown Women's Championship di Liv Morgan a Clash at the Castle ma venne eliminata per ultima da Shayna Baszler. Nella puntata di SmackDown del 12 agosto, Rodriguez e Aliyah sconfissero Shotzi e Xia Li avanzando nel torneo per il vacante Women's Tag Team Championship. Due settimane dopo, a SmackDown, prevalsero su Natalya e Sonya Deville guadagnando l'accesso alla finale. Nella puntata di Raw del 29 agosto riuscirono a prevalere su Dakota Kai e Iyo Sky nella finale vincendo il vacante Women's Tag Team Championship. Dopo aver sconfitto Doudrop e Nikki A.S.H. il 5 settembre a Raw e Gigi Dolin e Jacy Jayne il 9 settembre a SmackDown in due match non titolati, nella puntata di Raw del 12 settembre persero le cinture contro Kai e Sky dopo due settimane di regno.
Nella puntata di SmackDown del 21 ottobre Rodriguez e Shotzi affrontarono Kai e Sky per il Women's Tag Team Championship ma vennero sconfitte. Il 30 dicembre, a SmackDown, affrontò Ronda Rousey per lo SmackDown Women's Championship ma venne sconfitta. Il 28 gennaio, alla Royal Rumble, prese parte all'omonimo incontro femminile entrando col numero 22 ma venne eliminata da Rhea Ripley. Il 18 febbraio, ad Elimination Chamber, prese parte all'omonimo incontro insieme ad Asuka, Carmella, Liv Morgan, Natalya e Nikki Cross con il palio lo status di prima sfidante al Raw Women's Championship di Bianca Belair ma il match venne vinto da Asuka. Si alleò dunque con Liv Morgan, e il 2 aprile, a WrestleMania 39, le due vennero sconfitte da Shayna Baszler e Ronda Rousey in un fatal four-way tag team match che comprendeva anche Chelsea Green e Sonya Deville e Natalya e Shotzi.
Il 10 aprile, a Raw, Rodriguez e Liv Morgan prevalsero su Becky Lynch e Trish Stratus (in sostituzione di Lita) vincendo così il Women's Tag Team Championship, ma il 19 maggio dovettero rendere vacanti i titoli a causa di un infortunio di Morgan. Le due tornarono in coppia poco tempo dopo e il 1º luglio, a Money in the Bank, sconfissero le nuove campionesse Shayna Baszler e Ronda Rousey riconquistando le cinture. Tuttavia, il 17 luglio a Raw, persero le cinture contro Chelsea Green e Sonya Deville dopo 16 giorni di regno.
Il 2 settembre, a Payback, affrontò Rhea Ripley per il Women's World Championship ma non riuscì a conquistare il titolo. Nella rivincita titolata, svoltasi nella puntata di Raw dell'11 settembre, non riuscì nuovamente a conquistare il Women's World Championship contro Rhea Ripley venendo sconfitta a causa dell'interferenza di Nia Jax. Il 4 novembre, a Crown Jewel, prese parte ad un fatal 5-way match valevole per il Women's World Championship di Rhea Ripley che comprendeva anche Nia Jax, Shayna Baszler e Zoey Stark ma a vincere fu Ripley. Due giorni dopo, a Raw, partecipò ad una battle royal per determinare la nuova sfidante di Rhea Ripley per il Women's World Championship ma venne eliminata da Shayna Baszler e Zoey Stark.
Dopo essere rientrata nella puntata di Raw del 19 gennaio, il 24 febbraio, ad Elimination Chamber: Perth, partecipò all'elimination chamber match femminile per determinare la sfidante al Women's World Championship ma venne eliminata da Bianca Belair.
Dopo una pausa, ritornò il 5 ottobre a Bad Blood attaccando Rhea Ripley durante il match per il Women's World Championship contro Liv Morgan. Nella puntata di NXT del 29 ottobre Rodriguez e Liv hanno pestato Rhea Ripley nel parcheggio del Performance Center, infortunando la wrestler australiana. Nella puntata di Raw del 11 novembre, Rodriguez insieme a Liv Morgan fallirono l'assalto ai WWE Women's Tag Team Championship detenuti da Bianca Belair e Jade Cargill. Il 30 novembre successivo a Survivor Series: WarGames 2024, partecipò al WarGames femminile insieme a Liv Morgan, Candice LeRae, Nia Jax e Tiffany Stratton venendo sconfitte da Rhea Ripley, Bayley, Bianca Belair, Iyo Sky e Naomi..
Nell'episodio del 24 febbraio, insieme a Liv Morgan vinsero i WWE Women's Tag Team Championship per la terza volta, sconfiggendo Bianca Belair e Naomi. A WrestleMania 41 le due ragazze hanno perso i titoli di coppia contro Lyra Valkyria e la rientrante Becky Lynch che sostituisce l'infortunata Bayley, ma dopo solo un giorno sono riuscite a riconquistare le cinture nella puntata di Raw.

## Personaggio

### Mosse finali
- Tequila Shot (Fireman's carry cutter)
- Chingona Bomb/Texana Bomb (One arm powerbomb) – dal 2021

### Soprannomi
- "Big Mami Cool"

## Titoli e riconoscimenti
- Pro Wrestling Illustrated
  - 10ª tra le 150 migliori wrestler femminili nella PWI Women's 100 (2021)
- WWE
  - WWE Women's Tag Team Championship (6) – con Liv Morgan (4), Roxanne Perez (1) e Aliyah (1)[33]
  - NXT Women's Tag Team Championship (2) – con Dakota Kai[34]
  - NXT Women's Championship (1)[35]
  - Women's Dusty Rhodes Tag Team Classic (edizione 2021) – con Dakota Kai